# Lahinguvälja
Lahinguvälja – przystanek kolejowy na linii kolejowej Tallinn – Narwa, znajdujący się w miejscowości Vikipalu w prowincji Harjumaa w Estonii. W latach 1957–2009 przystanek nosił nazwę Vikipalu.
Na przystanku zatrzymują się jedynie podmiejskie pociągi Eesti Liinirongid w relacji Tallinn – Aegviidu.
Kolejna stacja w kierunku Tallinna to Kehra, zaś w stronę Narwy – Mustjõe.